# Яковлев, Евгений Александрович (пловец)
Евге́ний Алекса́ндрович Я́ковлев (укр. Євген Олександрович Яковлев, род. 28 августа 1967) — украинский пловец в ластах, заслуженный мастер спорта Украины, многократный чемпион мира, Европы, заслуженный тренер Украины.

## Биография
Окончил Киевское высшее военно-морское политическое училище, капитан-лейтенант запаса.
В 2004 принимал участие в эстафете олимпийского огня в Киеве.
В 2011 получил почётный Знак отличия «За активную общественную деятельность» от Министерства Украины по делам семьи, молодёжи и спорта (указ № 2214 от 01.08.2011).

## Спортивная карьера
Заслуженный работник физической культуры и спорта — 2009, чемпион мира по подводному плаванию (3х8000 м) − 1997, призёр чемпионата мира 1992 (4×100 м), 1994 (3х8000 м), 2001 (4×2000 м), чемпион Европы — 2000 (4×2000), призёр чемпионата Европы — 1996 (3х8000 м), 2000 (20 км). Победитель Cmas Trophy в 1999 (800 м) и в 2001 (400 м).
Входил в состав сборной Украины на всесоюзной и международной арене с 1981 по 2003 год.

## Тренерская карьера
Признан[кем?] лучшим тренером Украины в 2009 по всем неолимпийским видам спорта. Старший тренер сборной Украины.
Подготовил 12 заслуженных мастеров спорта (Игорь Сорока — 1986, Дмитрий Сидоренко − 1988 г. р. , Виктор Панёв − 1985 г. р. , Дмитрий Артемчук — 1985 г. р. (указ для 4 человек № 1402 от 27.07.2005) Анна Позий — 1985 г. р. (указ № 3323 от 22.09.2009), Юлия Семенченко − 1976 г. р. (указ № 2511 от 26.11.2002), Александр Личенко — 1981 г. р. (указ № 1028 от 17.03.2008), Татьяна Красногор — 1988 г. р. (указ № 1762 от 05.12.2011), Дмитрий Шекера — 1992 г. р. (указ № 2687 от 2009), Денис Грубник — 1992 г. р. (указ № 805 от 01.11.2013)), Чумак Юлия — 1996 г.р (указ № 7104 от 13.11.2023), Гречко София —2005 г.р (указ № 5042 от 14.12.2022).  5 чемпионов Всемирных Игр — 2009, 2022. 5 призёра Всемирных Игр в 2005, двух призёров Всемирных Игр в 2013 и 2022 году, а также десятки чемпионов мира и Европы.
Директор ДЮСШ Аквалидер, команда которой победила на клубном Кубке Мира 2013, 2014, 2015 годов. Отмечен различными правительственными наградами.